# Materlândia
Materlândia is een gemeente in de Braziliaanse deelstaat Minas Gerais. De gemeente telt 4.772 inwoners (schatting 2009).

## Aangrenzende gemeenten
De gemeente grenst aan Paulistas, Rio Vermelho, Sabinópolis, Santo Antônio do Itambé en Serra Azul de Minas.